# Paddenstoeluil
De paddenstoeluil (Parascotia fuliginaria) is een nachtvlinder uit de familie van de spinneruilen (Erebidae). De vlinder heeft een voorvleugellengte van 11 tot 14 millimeter. De imago wordt vaak aangezien voor een spanner doordat de vleugels in rust gespreid tegen de achtergrond worden gehouden, zoals veel spanners dat doen. De soort overwintert als rups. De soort komt verspreid over Europa voor.

## Waardplanten
De waardplanten van de paddenstoeluil zijn te vinden op dode berken en andere bomen en bestaan uit paddenstoelen, zoals de berkenzwam en het elfenbankje, en korstmossen.

## Voorkomen in Nederland en België
De paddenstoeluil is in Nederland en België een vrij schaarse soort, die verspreid over het hele gebied voorkomt. De vliegtijd is van halverwege juni tot eind augustus in één generatie. Soms is er een partiële tweede generatie tot begin oktober.